# Basin (Wyoming)
Basin es un pueblo ubicado en el condado de Big Horn, Wyoming, Estados Unidos. Tiene una población estimada, a mediados de 2022, de 1311 habitantes.
Es la sede del condado.

## Geografía
La localidad está ubicada en las coordenadas 44°22′50″N 108°02′50″O / 44.38056, -108.04722 (44.380564, -108.047094).  Según la Oficina del Censo, tiene una superficie total de 6.19 km², de los cuales 6.12 km² corresponden a tierra firme y 0.07 km² están cubiertos de agua.

## Demografía
Según el censo de 2000, en ese momento los ingresos medios de los hogares eran de $33,519 y los ingresos medios de las familias eran de $42,768. Los ingresos per cápita para la localidad eran de $17,890. Los hombres tenían ingresos medios por $33,942 frente a los $20,139 que percibían las mujeres. Alrededor del 11.6% de la población estaba bajo la línea de pobreza nacional.
De acuerdo con la estimación 2017-2021 de la Oficina del Censo, los ingresos medios de los hogares son de $52,054 y los ingresos medios de las familias son de $62,169. Alrededor del 14.1% de la población está bajo la línea de pobreza nacional.